# Châtelaudren
Châtelaudren (bret. Kastellaodren) – miejscowość i dawna gmina we Francji, w regionie Bretania, w departamencie Côtes-d’Armor. W 2013 roku populacja ówczesnej gminy wynosiła 1018 mieszkańców. 
W dniu 1 stycznia 2019 roku z połączenia dwóch ówczesnych gmin – Châtelaudren oraz Plouagat – powstała nowa gmina Châtelaudren-Plouagat. Siedzibą gminy została miejscowość Plouagat. 